# Vicesindaco metropolitano
Nell'ordinamento italiano il vicesindaco metropolitano è un consigliere metropolitano che può essere scelto e nominato dal sindaco metropolitano di una città metropolitana, stabilendo le eventuali funzioni a lui delegate e dandone immediata comunicazione al consiglio metropolitano. La figura è stata introdotta nell'ordinamento dalla legge del 7 aprile 2014, n. 56 recante "Disposizioni sulle città metropolitane, sulle province, sulle unioni e fusioni di comuni".

## Funzioni
Il vicesindaco esercita le funzioni del sindaco metropolitano in ogni caso in cui questi ne sia impedito. Qualora il sindaco metropolitano cessi dalla carica per cessazione dalla titolarità dell'incarico di sindaco del proprio comune, il vicesindaco rimane in carica fino all'insediamento del nuovo sindaco metropolitano. 
Il sindaco metropolitano può altresì assegnare altre deleghe ad altri consiglieri metropolitani, nel rispetto del principio di collegialità, secondo le modalità e nei limiti stabiliti dallo statuto.